# Sour Lake
Sour Lake è un centro abitato degli Stati Uniti d'America situato nella contea di Hardin dello Stato del Texas.
La popolazione era di 1.813 persone al censimento del 2010. Fa parte dell'area metropolitana di Beaumont–Port Arthur.

## Geografia fisica
Sour Lake è situata a 30°08′13″N 94°24′27″W (30.136950, -94.407387).
Secondo lo United States Census Bureau, ha un'area totale di 1,7 miglia quadrate (4,4 km²), di cui lo 0,57% d'acqua.

## Società

### Evoluzione demografica
Secondo il censimento del 2000, c'erano 1.667 persone, 672 nuclei familiari e 446 famiglie residenti nella città. La densità di popolazione era di 964,0 persone per miglio quadrato (372,0/km²). C'erano 752 unità abitative a una densità media di 434,9 per miglio quadrato (167,8/km²). La composizione etnica della città era formata dal 94,36% di bianchi, il 3,18% di afroamericani, lo 0,36% di nativi americani, lo 0,42% di asiatici, lo 0,42% di altre razze, e l'1,26% di due o più etnie. Ispanici o latinos di qualunque razza erano il 3,00% della popolazione.
C'erano 672 nuclei familiari di cui il 31,4% aveva figli di età inferiore ai 18 anni, il 52,8% aveva coppie sposate conviventi, il 9,7% aveva un capofamiglia femmina senza marito, e il 33,6% erano non-famiglie. Il 31,4% di tutti i nuclei familiari erano individuali e il 17,9% aveva componenti con un'età di 65 anni o più che vivevano da soli. Il numero di componenti medio di un nucleo familiare era di 2,48 e quello di una famiglia era di 3,15.
La popolazione era composta dal 27,5% di persone sotto i 18 anni, il 6,8% di persone dai 18 ai 24 anni, il 27,4% di persone dai 25 ai 44 anni, il 21,9% di persone dai 45 ai 64 anni, e il 16,5% di persone di 65 anni o più. L'età media era di 38 anni. Per ogni 100 femmine c'erano 92,7 maschi. Per ogni 100 femmine dai 18 anni in giù, c'erano 88,0 maschi.
Il reddito medio di un nucleo familiare era di 30.300 dollari, e quello di una famiglia era di 39.605 dollari.Gli uomini avevano un reddito medio di 36.406 dollari contro i 24.500 dollari delle donne. Il reddito pro capite era di 15.497 dollari. Circa l'8,5% delle famiglie e il 12,7% della popolazione erano sotto la soglia di povertà, incluso il 14,1% di persone sotto i 18 anni e il 15,6% di persone di 65 anni o più.